# سينثيا ماكدونالد
سينثيا ماكدونالد (بالإنجليزية: Cynthia Macdonald)‏ هي كاتِبة وشاعرة أمريكية، ولدت في 2 فبراير 1928 في نيويورك في الولايات المتحدة، وتوفيت في 3 أغسطس 2015.

## وصلات خارجية
- سينثيا ماكدونالد على موقع الموسوعة البريطانية (الإنجليزية)
- سينثيا ماكدونالد على موقع إن إن دي بي (الإنجليزية)